# Hironari Iwamoto
Hironari Iwamoto (岩元 洋成 Iwamoto Hironari?), född 27 juni 1970 i Kagoshima prefektur, är en japansk före detta fotbollsspelare.
Iwamoto började sin karriär 1993 i Fujita Industries (Bellmare Hiratsuka). Med Bellmare Hiratsuka vann han japanska cupen 1994. 1999 flyttade han till Montedio Yamagata. Han avslutade karriären 2000.